# Kieler Sprotte (Schiff)
Die Kieler Sprotte ist ein deutsches Fahrgastschiff. Es fuhr unter den Namen Großherzogin Alexandra, Walter und Ueckermünde rund 90 Jahre in den vorpommerschen Boddengewässern und im Stettiner Haff. Sie wird von einem Verein in Kiel als Museumsschiff betrieben und in Fahrt gebracht.
Das Schiff wurde 1905 als Dampfschiff Großherzogin Alexandra von der „Neptun“ Schiffswerft und Maschinenfabrik in Rostock gebaut. Noch im selben Jahr wurde es von der Ribnitz-Wustrower-Dampfschiffs-Gesellschaft in Wustrow in Dienst gestellt. Eingesetzt wurde die Großherzogin Alexandra im Linien- und Ausflugsdienst vor allem für Urlauber auf der Darß-Zingster Boddenkette zwischen Ribnitz und Wustrow und den Badeorten auf Fischland, Darß und Zingst. Die Auslastung des Schiffes war nach dem Ausbau des Eisenbahnnetzes in der Gegend in den 1920er Jahren nicht mehr gegeben.
Im Jahr 1930 wurde das Schiff an A. Birkit verkauft, von dem es kurze Zeit später durch den Kapitän Walter Krusemark aus Barth erworben wurde. Dieser setzte das in Walter umbenannte Schiff weiter für die Boddenfahrt sowie für gelegentliche Reisen nach Stralsund und Hiddensee ein. Während des Zweiten Weltkriegs diente das Dampfschiff als wichtiges Verkehrsmittel auf der Linie von Barth nach Prerow und Zingst sowie nach Dierhagen und Wustrow. 1955 ließ Walter Krusemark die Walter auf der Boots- und Reparaturwerft Barth zum Motorschiff umbauen.
Die Stadt Ueckermünde kaufte 1963 das Schiff. Als fünftes Schiff seit 1862 mit dem Namen Ueckermünde wurde das Motorschiff vom kommunalen Zweckverband Hafftourist bereedert und weiter zur Personenbeförderung genutzt. Auf Beschluss des Stadtrates wurde die Ueckermünde 1989 als Technisches Denkmal unter Schutz gestellt. Nach der Wende blieb das Schiff bis 1993 im Eigentum der Stadt Ueckermünde und wurde von einem Förderverein betrieben. Der Kapitän D. Hess aus Belau erwarb 1993 das Schiff und verlegte es nach Ende der Saison nach Kiel. Anschließend kam es zu weiteren Eigentümerwechseln. 1996 wurde das Schiff in Kieler Sprotte umbenannt. Bisher letzter Eigner ist der Kieler Verein Museumsschiff Kieler Sprotte e.V.
Die Sprotte wird am Bug des Schiffes durch zwei Meerjungfrauen versinnbildlicht.

## Technik
Das Schiff ist 21,75 Meter lang und 4,80 Meter breit. Der Tiefgang beträgt 1,80 Meter. Als Dampfschiff war es mit 48,04 BRT vermessen, die Kieler Sprotte wird mit 54 GT angegeben.
Die Dampfmaschine hatte eine Leistung von 70 PS. Mit einer Schraube erreichte das Schiff 9 Knoten. 1955 erhielt das Schiff den 100-PS-Dieselmotor des Schleppers Hella, der 1972 durch einen 150-PS-Dieselmotor SKL 6 NVD 24 ersetzt wurde. Damit werden 10 Knoten erreicht.
Das Dampfschiff hatte 6 Mann Besatzung, das Motorschiff fährt mit 4 Mann. Die Passagierzahl betrug bei Fahrten auf Haff und Bodden 140 Person. Heute ist die Kieler Sprotte für 50 Personen ausgelegt.